# Бутакино (Ярославская область)
Бутакино — деревня Арефинского сельского поселения Рыбинского района Ярославской области. Находится в 40 км от Рыбинска, с которым связана автобусным маршрутом от райцентра до Арефино, далее сезонно проходимой просёлочной дорогой. Деревня, спускающаяся к реке Ухра, состоит из одной улицы.
Деревня расположена на севере сельского поселения на правом берегу реки Ухра, западнее и ниже по течению реки Ухра от центра сельского поселения села Арефино. На том же берегу Ухры к северу стоит деревня Чернышкино. Напротив Бутакино в Ухру впадает левый приток Кошка, по берегам которой в устье стоят деревни Козицино и Суриново.
Деревня Бутакина указана на плане Генерального межевания Рыбинского уезда 1792 года.
На 1 января 2007 года в деревне Бутакино числилось 7 постоянных жителей; из 11 домов круглогодично обитаемы 4, остальные — в дачный сезон. Почтовое отделение, расположенное в центре сельского поселения селе Арефино, обслуживает в деревне Бутакино 11 домов. В центре деревни имеется муниципальный телефон.
Жители промышляют разведением и сдачей на мясо крупного рогатого скота, коз, ловлей и копчением рыбы, сбором грибов и лесных ягод, ведут приусадебное хозяйство.